# Balagunda, Somvarpet
Balagunda là một làng thuộc tehsil Somvarpet, huyện Kodagu, bang Karnataka, Ấn Độ.